# Yari Silvera
Yari David Silvera (Treinta y Tres, 20 febbraio 1976) è un ex calciatore uruguaiano, di ruolo centrocampista.

## Carriera

### Club
Ha giocato nella prima divisione uruguaiana, in quella argentina ed in quella sudcoreana.

### Nazionale
Ha partecipato alla Copa América 1997.